# Arsen Beglaryan
Arsen Abramovich Beglaryan (en armenio: Արսեն Բեգլարյան; ruso: Арсен Абрамович Бегларян; Krasnodar, 18 de febrero de 1993) es un futbolista profesional ruso nacionalozado armenio que juega como portero en el FC Van. Nacido en Rusia, juega en la selección nacional de Armenia.

## Trayectoria
Arsen Beglaryan nació en Krasnodar, Rusia. Jugó de portero en los equipos juveniles del Kuban Krasnodar y del Krasnodar durante los primeros años de su carrera.
Aunque recibió muchas ofertas de clubes rusos, Beglaryan fichó por el club armenio Gandzasar Kapan el 1 de enero de 2012, con el fin de adquirir más práctica.  El contacto con Gandzasar expirará el 30 de junio de 2014. Fue el segundo candidato de Gandzasar nominado al premio Futbolista armenio del año en 2012. 
El 5 de febrero de 2020, el FC Urartu anunció el fichaje de Beglaryan.

## Selección nacional
Beglaryan fue convocado para la selección nacional de fútbol de Armenia a principios de septiembre de 2012. Debutó con la selección el 5 de febrero de 2013, en un partido amistoso contra la Luxemburgo en Valence, Francia.  Su primera titularidad fue en los amistosos de Armenia en Estados Unidos contra Guatemala y El Salvador. Su primera titularidad en un torneo oficial fue contra Dinamarca el 4 de septiembre de 2016. Detuvo un penalti a Christian Eriksen y un posterior rechace.

## Clubes
| Club                  | País        | Año       |
| --------------------- | ----------- | --------- |
| Gandzasar Kapan F. C. | Armenia     | 2012-2014 |
| Shirak S. C.          | Armenia     | 2014      |
| Ulisses F. C.         | Armenia     | 2014-2015 |
| F. C. Mika            | Armenia     | 2015-2016 |
| F. C. Alashkert       | Armenia     | 2016-2018 |
| F. K. Liepāja         | Letonia     | 2018      |
| F. C. Dnyapro Mogilev | Bielorrusia | 2019      |
| F. C. Urartu          | Armenia     | 2020-2023 |
| F. C. Ararat-Armenia  | Armenia     | 2023-2024 |
| F. C. Van             | Armenia     | 2024-act. |

## Palmarés

### Títulos nacionales
| Título                  | Club                 | País    | Año     |
| ----------------------- | -------------------- | ------- | ------- |
| Liga Premier de Armenia | Alashkert F. C.      | Armenia | 2016-17 |
| Supercopa de Armenia    | Alashkert F. C.      | Armenia | 2017    |
| Liga Premier de Armenia | Alashkert F. C.      | Armenia | 2017-18 |
| Liga Premier de Armenia | F. C. Urartu         | Armenia | 2022-23 |
| Copa de Armenia         | F. C. Urartu         | Armenia | 2022-23 |
| Copa de Armenia         | F. C. Ararat-Armenia | Armenia | 2023-24 |